# Dilocarcinus pagei
Dilocarcinus pagei is een krabbensoort uit de familie van de Trichodactylidae. De wetenschappelijke naam van de soort is voor het eerst geldig gepubliceerd in 1861 door Stimpson.